# 吴骐
吴骐（1620年—1695年），一作吴麒，字日千，号铠龙、铁崖、九峰遗黎、培桂桂斋主，直隸松江府華亭縣人，明朝人物。

## 生平
生于万历四十八年（1620年）。幼有神童之目，读书过目成诵，崇祯年间诸生。明亡後，绝意仕进。徐乾学修《大清一统志》，先后以重金礼聘，先生称疾固辞。家贫，“留客一饭，即与妻食粥以补之”。康熙三十四年（1695年）卒。